# National Renewable Energy Laboratory

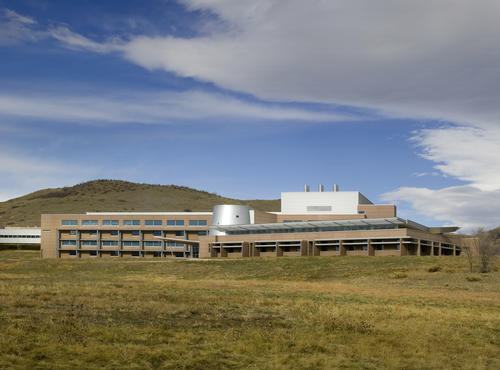
NREL – Golden, Colorado

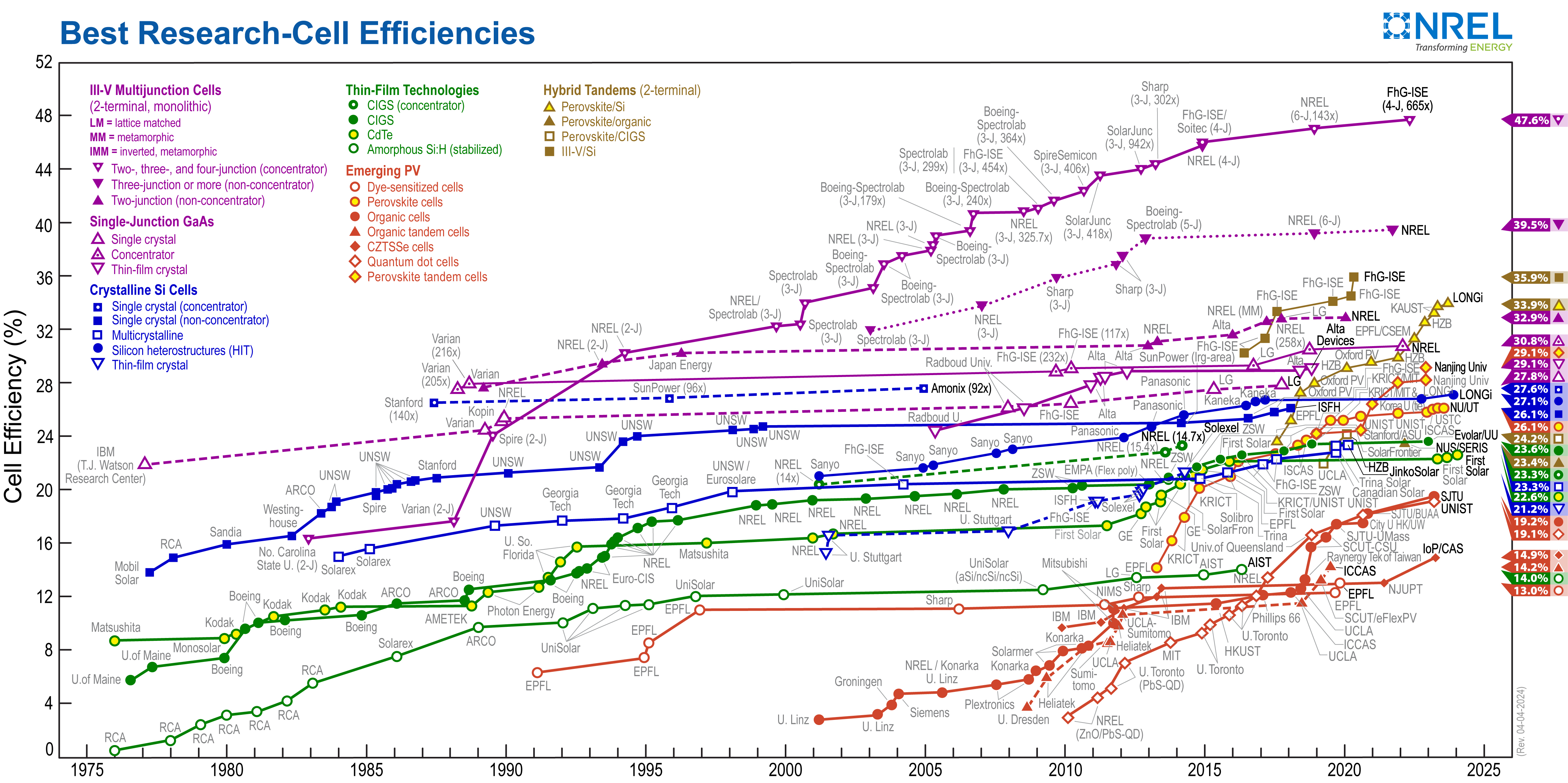
Best Research-Cell Efficiency Chart des NREL

Das National Renewable Energy Laboratory (NREL) befindet sich in Golden (Colorado). Es wird vom Energieministerium der Vereinigten Staaten (United States Department of Energy) finanziert. Es gilt als das wichtigste Labor der USA für Forschung und Entwicklungen auf den Gebieten erneuerbare Energie und Energieeffizienz. 

## Geschichte
1974 wurde das National Renewable Energy Laboratory gegründet. Das Budget lag 2009 bei 328 Mio. US-Dollar. Für das Jahr 2022 lag das „Business Volume“ (Budget) bei 671,2 Mio. US-Dollar. Im Januar 2010 hatte es etwa 1700 Angestellte. Seit 2015 ist Martin Keller Direktor des NREL. Stand 2022 zählt das NREL 3227 Mitarbeiter.

## Forschung & Entwicklung

### Forschungsbereiche
- National Bioenergy Center
- National Center for Photovoltaics
- National Wind Technology Center

### Forschungserfolge
Solarzellen (Eigenentwicklungen, englisch: "Six-junction III–V") des NREL sind Rekordhalter bei Wirkungsgraden von beinahe 50 % (143 Sonnenkonzentration).

### Solarzellen-Übersicht
Das NREL ist bekannt für seine Best Research-Cell Efficiency Chart (kurz auch: Cell Efficiency Chart). Die interaktive Tabelle enthält Informationen über eine Reihe verschiedener Photovoltaik-Zelltechnologien, wie sie in den letzten 50 Jahren entdeckt und entwickelt wurden.